# Pierre-Hugues Boisvenu
Pour les articles homonymes, voir Boisvenu.
Pierre-Hugues Boisvenu, né le 12 février 1949 à Notre-Dame-de-la-Salette, est un homme politique canadien engagé dans la cause des droits des victimes.
Il est sénateur canadien du 29 janvier 2010 au 12 février 2024, jour de ses 75 ans, l'âge de retraite obligatoire du Sénat.

## Biographie
Pierre-Hugues Boisvenu est le fondateur de l'Association des familles de personnes assassinées ou disparues (AFPAD) qu'il a fondée en 2002 après l'enlèvement, le viol et le meurtre de sa fille Julie, par un récidiviste. Il est aussi cofondateur du centre Le Nid, un refuge pour les femmes abusées à Val-d'Or, et d'un camp pour les jeunes défavorisés en Estrie. Le 26 février 2010 avec l'accord du conseil d'administration, il quitte la présidence de l'AFPAD tout en restant conseiller spécial. Professionnellement, Boisvenu est un ancien fonctionnaire provincial, et est directeur régional pour le ministère du Loisir, des jeux et des pêcheries et pour le ministère de l'Environnement avant de devenir sous-ministre des régions. Boisvenu a un baccalauréat en psychopédagogie de l'Université de Montréal et une maîtrise en administration de l'École nationale d'administration publique. 
En avril 2008, il lance un livre intitulé Survivre à l'innommable. Le livre, préfacé par l'auteur Martin Gray, survivant de l'Holocauste, relate les drames vécus par Pierre-Hugues Boisvenu, soit l'assassinat de sa fille Julie et le décès de son autre fille, Isabelle, survenu lors d'un accident de voiture trois années plus tard. 
Le ministre de la Justice du Québec, Yvon Marcoux, lui décerne le Prix de la justice à l'automne 2005 pour son engagement public. 
Il est nommé au Sénat du Canada le 29 janvier 2010.
En mars 2013, il se voit décerner l'ordre de la Pléiade par le président de l'Assemblée nationale du Québec et vice-président de l'Assemblée parlementaire de la francophonie à titre de chevalier.
Le 12 février 2024, il quitte le Sénat du Canada, ayant atteint 75 ans, l'âge de retraite obligatoire de la chambre haute.

## Positions
Même si sa fille a été assassinée, Pierre-Hugues Boisvenu est en faveur de l'abolition du registre des armes à feu, car il juge que ce registre n'est pas efficace. Selon lui, à peine 2 % des homicides ont été commis avec des armes de chasse et 97 % des armes saisies au Canada dans les groupes criminalisés ne sont même pas enregistrées. Il croit donc qu'il est faux de croire qu'un registre québécois des armes à feu réussirait à baisser les homicides et les suicides. D'ailleurs, deux tueries ont eu lieu dans la ville de Montréal à la suite de l'adoption de ce registre.
Il fait une conférence pour le Parti conservateur du Québec, en février 2017, où il dégage les grandes lignes de l'importance du Parti conservateur du Québec sur la politique québécoise.

## Controverses
Le sénateur Boisvenu plonge les conservateurs dans l'embarras en déclarant publiquement le 1er février 2012 : 

« Moi, je dis toujours, dans le fond, il faudrait que chaque assassin aurait (sic) le droit à sa corde dans sa cellule, il décidera de sa vie. »

 Toutefois, il se rétracte en disant qu'il n'aurait pas dû faire une telle déclaration publiquement et qu'il était allé un peu loin. Il publie également un communiqué, dans lequel il dit trouver son « commentaire inapproprié ».
Le sénateur se mérite un prix citron pour ses propos controversés vis-à-vis les personnes vivant avec un problème de santé mentale. Le sénateur déclare : « Ces gens ne prennent pas leurs médicaments, consomment boisson, drogue et deviennent des bombes ambulantes. » Le prix citron de l'association des groupes d'intervention en défense de droits en santé mentale du Québec (AGIDD-SMQ) lui est décerné pour ces propos qui nuisent, selon l'AGIDD-SMQ et ses membres, aux droits fondamentaux.
Boisvenu annonce, le 4 juin 2015, qu'il siégera désormais comme sénateur indépendant après avoir appris qu'il était sous une enquête de la GRC pour des dépenses inadmissibles de plus de 60 000$.

## Vie privée
Il est marié plusieurs années avec Diane Carlos, avant de divorcer.
Il est père de trois enfants : Julie, Christian et Isabelle. Julie est assassinée en 2002 par un récidiviste. Isabelle perd la vie dans un accident de voiture en 2005 (alors qu'elle s'en allait rejoindre sa famille en Abitibi pour le temps des fêtes).